# 丰特奈勒孔特
丰特奈勒孔特（法語：Fontenay-le-Comte，法語發音：[fɔ̃tənɛ lə kɔ̃t]），法国西部城市，卢瓦尔河地区大区旺代省的一个市镇，同时也是该省的一个副省会，下辖丰特奈勒孔特区，其市镇面积为34.16平方公里，2022年1月1日时人口数量为13,806人，是该省人口第六多的市镇，在法国城市中排名第738位。
丰特奈勒孔特位于旺代省东南部，旺代河两岸，是法国艺术与历史之城，历史上长期为这一地区的行政中心，在旺代省成立初期曾为该省的省会，其省政府因旺代战争而被拿破仑一世迁至永河畔拉罗什。现代丰特奈勒孔特是一个区域性的工商业中心，多条公路在此交汇。法国数学家弗朗索瓦·韦达出生于此，当地市中心的广场以其命名。

## 地名来源
“丰特奈”一名来源于拉丁语单词，意为“泉水”，和现代法语单词同根；“勒孔特”一名则来源于普瓦捷的阿尔丰斯，后者曾为丰特奈的统治者，于1242年获得伯爵头衔。

## 历史

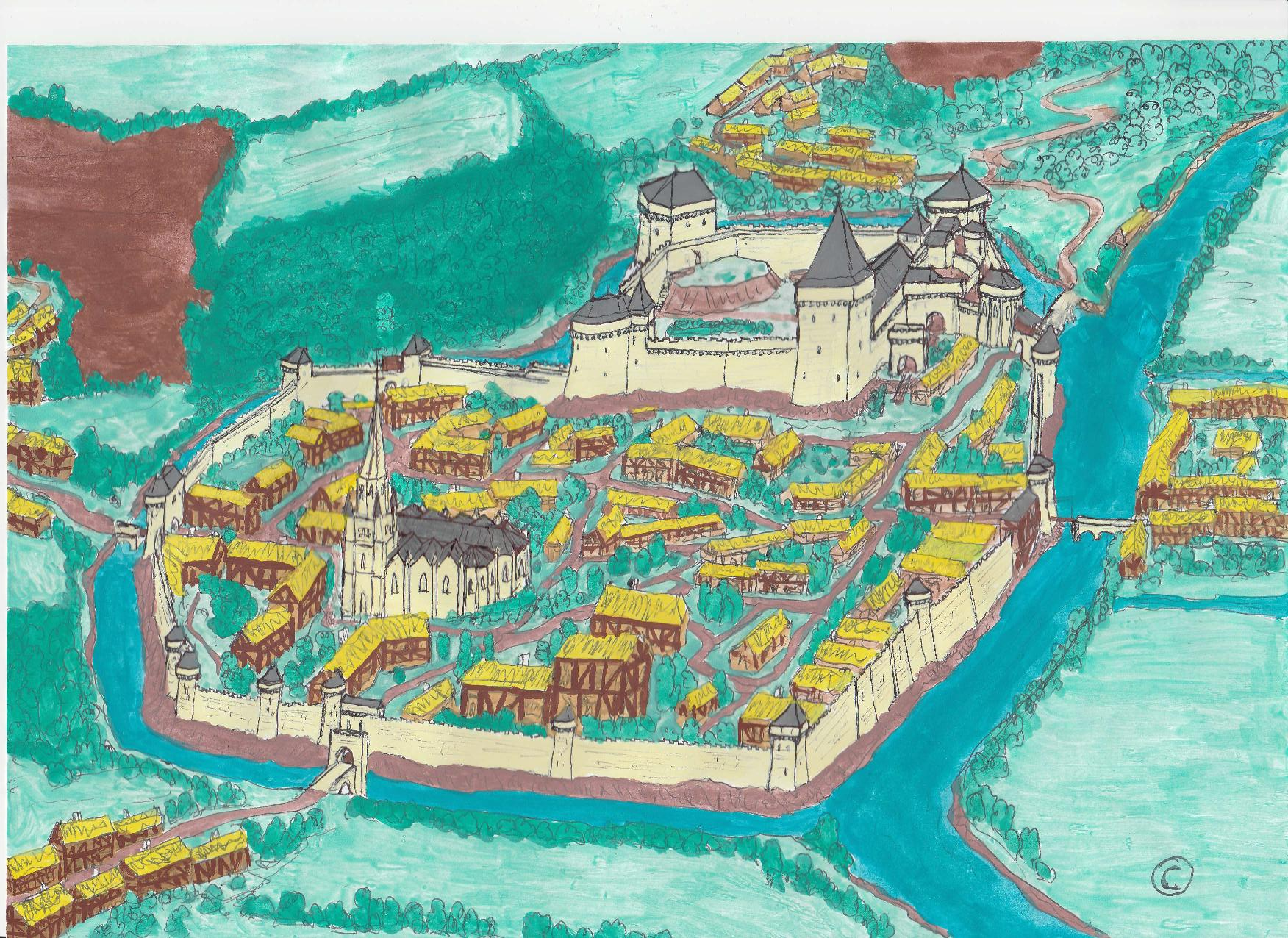
中世纪时的丰特奈勒孔特

丰特奈勒孔特的建城史始于中世纪中期，11世纪起成为普瓦图伯国的一部分。12世纪被吕西尼昂家族统治。彼时，丰特奈勒孔特因纺织生产而闻名，当地建有面积达3,500平方米的大型贸易集市。13世纪时，路易九世将丰特奈勒孔特设为下普瓦图地区的行政中心。在英法百年战争期间，英格兰军队于1361年占领了此地，贝特朗·杜·盖克兰于1372年率军解放丰特奈勒孔特。宗教战争期间，天主教和新教徒在此发生多次斗争，丰特奈勒孔特市区在16世纪末遭受严重破坏。文艺复兴期间，丰特奈勒孔特出现了多处新式建筑。法国大革命后，丰特奈勒孔特成为旺代省的一个市镇和该省的省会。共和军于1793年5月16日占领了丰特奈勒孔特，但仅九日之后又被保皇派占领，此后旺代地区的叛乱持续了十余年。1804年，拿破仑一世为彻底镇压这一地区的保皇派，将旺代省政府迁至该省中部的永河畔拉罗什。1808年8月7日，拿破仑之妻约瑟芬·德·博阿尔内曾视察此地。工业革命期间，一条铁路由此通过，后于1969年关闭。

## 地理

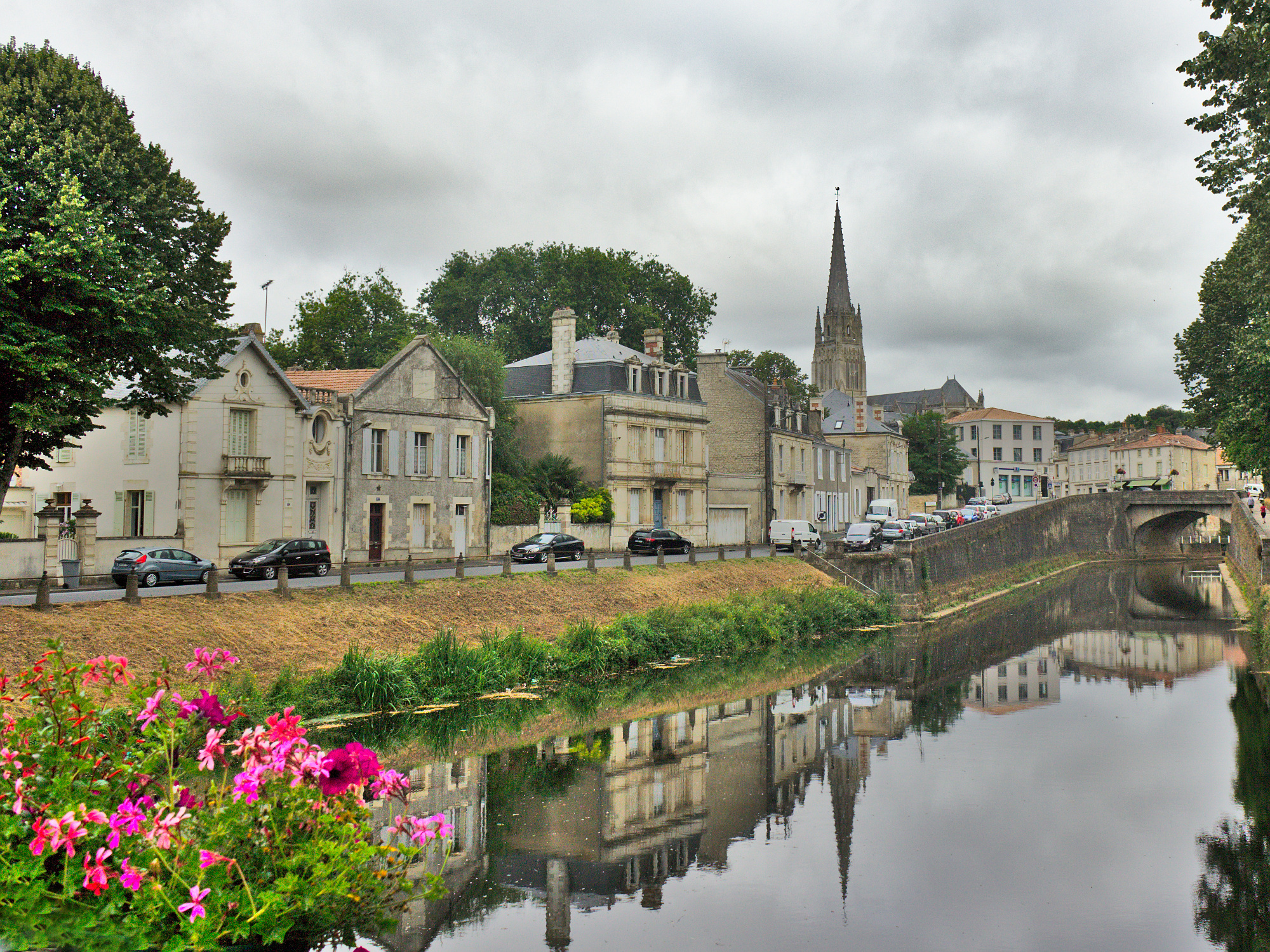
旺代河丰特奈勒孔特段

丰特奈勒孔特位于法国西部，卢瓦尔河地区大区南部和旺代省东南部，距离省会永河畔拉罗什大约57公里。与丰特奈勒孔特接壤的市镇包括：皮索特、旺代河畔欧谢、杜瓦莱方丹、隆热沃、洛尔布里、圣马丹德弗赖尼欧、圣米歇尔勒克卢克、克桑通-沙斯农。

### 地形
丰特奈勒孔特属于阿摩里卡丘陵东南延伸区域，境内以浅丘为主，市中心的西端的韦达广场和东端的火车站旧址地势较高，两者之间的地带则相对较低，全境海拔在2到68米之间。

### 水文
旺代河自东北向西南流经境内，该河是尼奥尔塞夫尔河的右岸支流。

### 植被
丰特奈勒孔特位于普瓦图湿地东部，属于温带落叶林区，市区内的主要绿地公园包括巴龙公园（Parc Baron）、市政厅花园（Jardin de l'Hôtel de Ville）等，均常年免费向公众开放。

### 气候
丰特奈勒孔特在柯本气候分类法中属于温带海洋性气候。
丰特奈勒孔特境内设有气象站，以下为该气象站的数据（其中降水和日照数据取自尼奥尔气象站）：
| 丰特奈勒孔特1981年－2019年 | 丰特奈勒孔特1981年－2019年 | 丰特奈勒孔特1981年－2019年 | 丰特奈勒孔特1981年－2019年 | 丰特奈勒孔特1981年－2019年 | 丰特奈勒孔特1981年－2019年 | 丰特奈勒孔特1981年－2019年 | 丰特奈勒孔特1981年－2019年 | 丰特奈勒孔特1981年－2019年 | 丰特奈勒孔特1981年－2019年 | 丰特奈勒孔特1981年－2019年 | 丰特奈勒孔特1981年－2019年 | 丰特奈勒孔特1981年－2019年 | 丰特奈勒孔特1981年－2019年 |
| 月份                       | 1月                        | 2月                        | 3月                        | 4月                        | 5月                        | 6月                        | 7月                        | 8月                        | 9月                        | 10月                       | 11月                       | 12月                       | 全年                       |
| -------------------------- | -------------------------- | -------------------------- | -------------------------- | -------------------------- | -------------------------- | -------------------------- | -------------------------- | -------------------------- | -------------------------- | -------------------------- | -------------------------- | -------------------------- | -------------------------- |
| 历史最高温 °C（°F）        | 16.1 (61.0)                | 19.3 (66.7)                | 23.6 (74.5)                | 27.7 (81.9)                | 32.2 (90.0)                | 38.9 (102.0)               | 38.2 (100.8)               | 38.6 (101.5)               | 33.2 (91.8)                | 30.4 (86.7)                | 22.5 (72.5)                | 15.9 (60.6)                | 38.9 (102.0)               |
| 平均高温 °C（°F）          | 7 (45)                     | 9.5 (49.1)                 | 13.1 (55.6)                | 16.3 (61.3)                | 20.1 (68.2)                | 23.7 (74.7)                | 25.1 (77.2)                | 25 (77)                    | 21.6 (70.9)                | 17 (63)                    | 11.8 (53.2)                | 7 (45)                     | 16.4 (61.5)                |
| 日均气温 °C（°F）          | 4.3 (39.7)                 | 5.8 (42.4)                 | 8.7 (47.7)                 | 11.1 (52.0)                | 15.3 (59.5)                | 18.3 (64.9)                | 19.7 (67.5)                | 19.7 (67.5)                | 16.3 (61.3)                | 11.4 (52.5)                | 8.7 (47.7)                 | 4.1 (39.4)                 | 11.9 (53.4)                |
| 平均低温 °C（°F）          | 1.2 (34.2)                 | 2.1 (35.8)                 | 4.2 (39.6)                 | 7 (45)                     | 10.5 (50.9)                | 13 (55)                    | 14.2 (57.6)                | 14.3 (57.7)                | 11.9 (53.4)                | 8.8 (47.8)                 | 6.2 (43.2)                 | 1.2 (34.2)                 | 7.9 (46.2)                 |
| 历史最低温 °C（°F）        | −8.3 (17.1)                | −9.3 (15.3)                | −2.9 (26.8)                | −1.2 (29.8)                | 1.1 (34.0)                 | 5 (41)                     | 9.1 (48.4)                 | 7.3 (45.1)                 | 4.8 (40.6)                 | −0.1 (31.8)                | −2.6 (27.3)                | −5.7 (21.7)                | −9.3 (15.3)                |
| 平均降水量 mm（）          | 84.4 (3.32)                | 66.1 (2.60)                | 63.8 (2.51)                | 71.3 (2.81)                | 69.9 (2.75)                | 59.2 (2.33)                | 55.5 (2.19)                | 50.3 (1.98)                | 60.5 (2.38)                | 96.8 (3.81)                | 93.2 (3.67)                | 96.2 (3.79)                | 867.2 (34.14)              |
| 月均日照時數               | 78                         | 106                        | 157.7                      | 180.1                      | 215                        | 243.2                      | 251                        | 247.5                      | 203.2                      | 133                        | 90.2                       | 75.4                       | 1,980.3                    |
| 来源：infoclimat.fr        |                            |                            |                            |                            |                            |                            |                            |                            |                            |                            |                            |                            |                            |

## 行政区划
丰特奈勒孔特是法国卢瓦尔河地区大区旺代省的一个市镇，编号为85092，它也是旺代省的一个副省会。丰特奈勒孔特下辖丰特奈勒孔特区，隶属于旺代省第五选区，管理丰特奈勒孔特县，同时也是旺代丰特奈地区市镇公共社区的办公驻地。
法国国家统计与经济研究所（简称）在进行数据统计时，将丰特奈勒孔特及相邻的另外3个市镇设为丰特奈勒孔特城市核心区，并将包括核心区在内的周边共16个市镇划为丰特奈勒孔特城市区。自2020年起，丰特奈勒孔特城市区被包含30个市镇的丰特奈勒孔特辐射区代替。同时，还将丰特奈勒孔特市镇分为了7个“块区”（IRIS），以便于统计人口分布情况。

## 交通

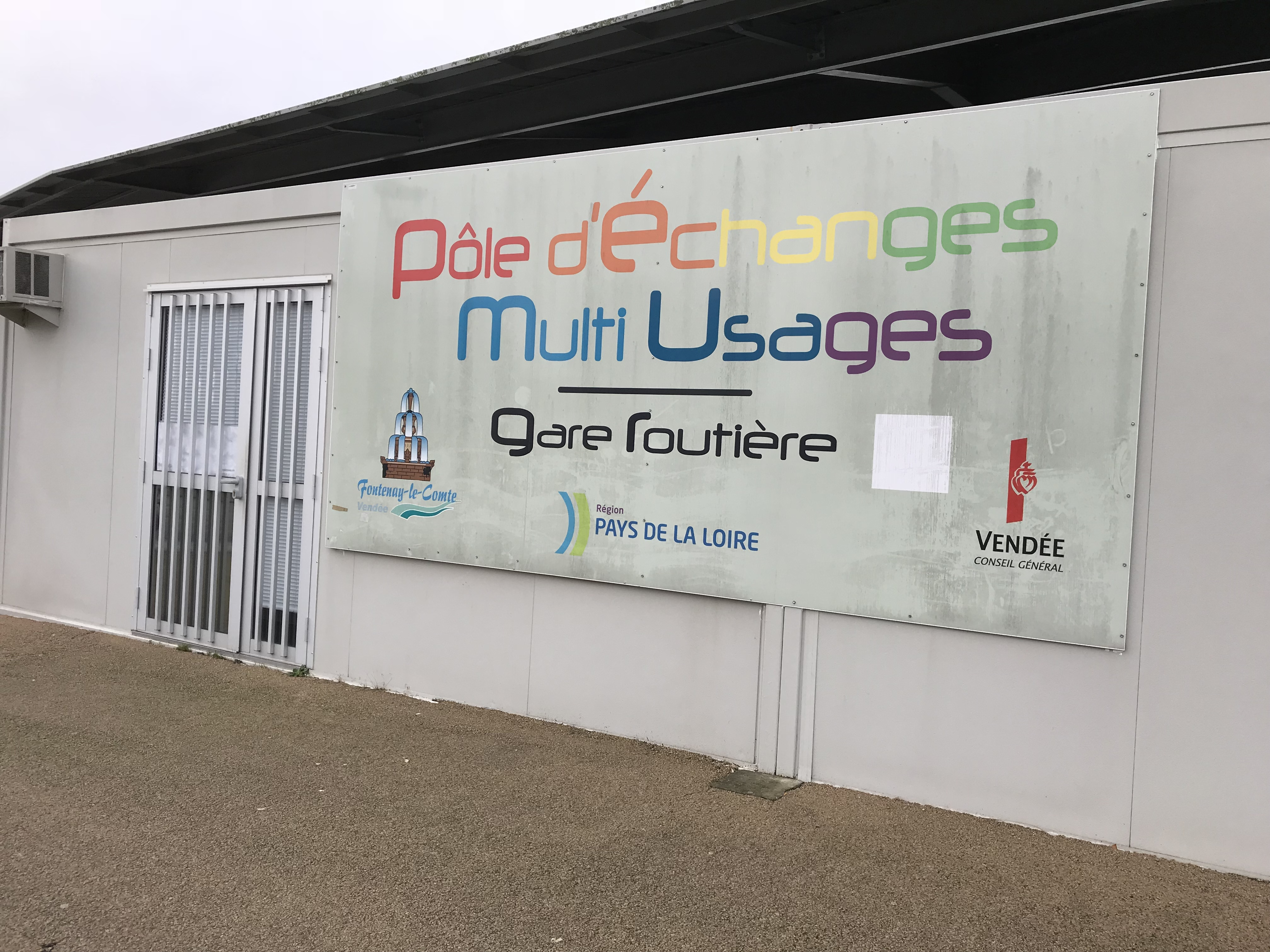
丰特奈勒孔特汽车站

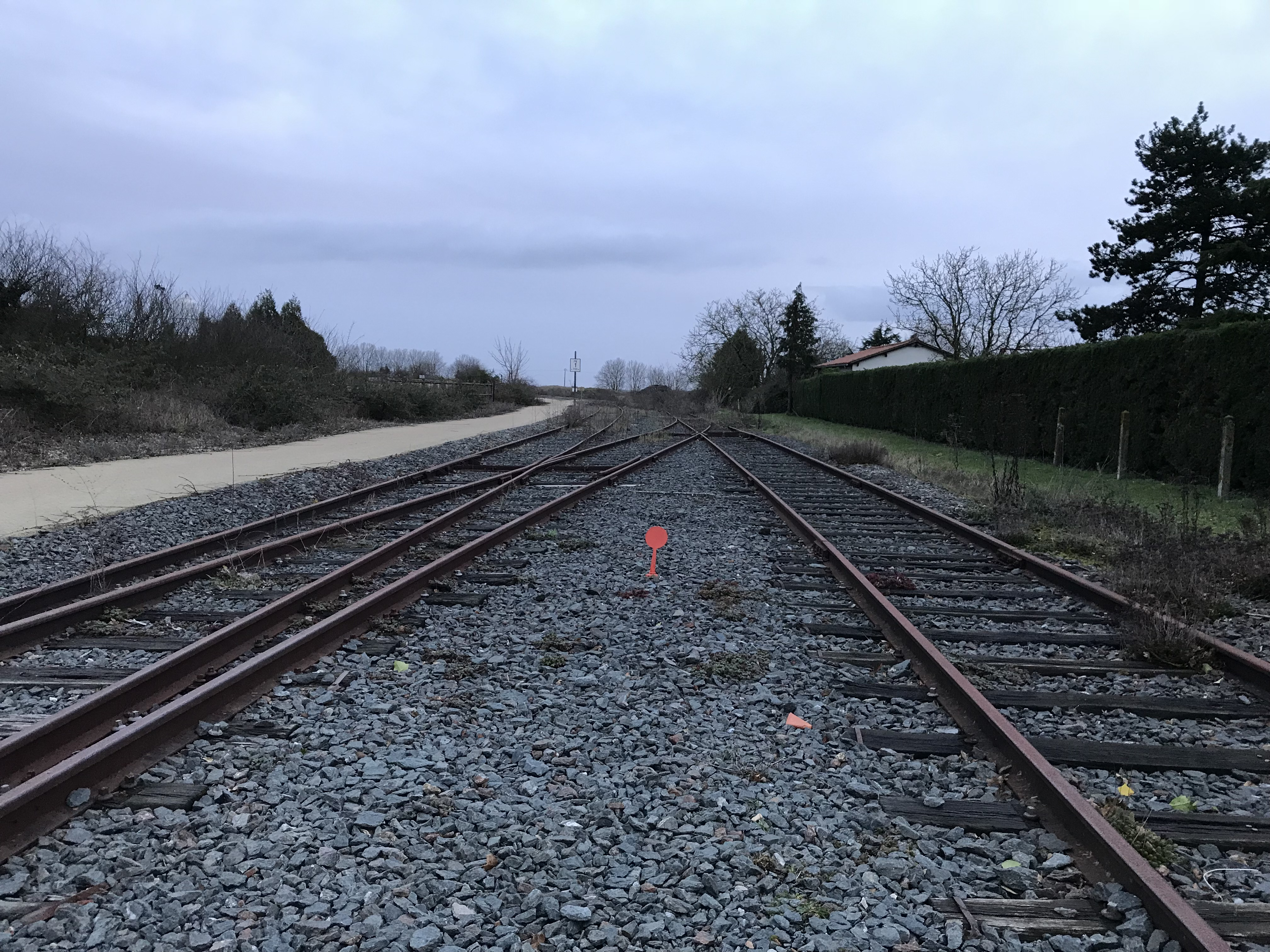
丰特奈勒孔特附近废弃的铁路

### 公路
A83高速公路经过丰特奈勒孔特市区南部，通过7.1号和8号两个出入口连接市区；此外多条旺代省省道在丰特奈勒孔特境内交汇。卢瓦尔河地区大区下属的城际客运提供巴士线路，可前往拉罗谢尔、永河畔拉罗什和尼奥尔。
2017年，67.3%的丰特奈勒孔特家庭拥有至少一辆的私人汽车。2018年，丰特奈勒孔特境内共发生各类交通事故6起，造成1人遇难，8人受伤。

### 铁路
丰特奈勒孔特位于布勒伊-巴雷－韦吕尔铁路和丰特奈勒孔特－伯内铁路的交汇处，这两条铁路均已停止运行，而原有的丰特奈勒孔特火车站则被改造成为了一个文化活动中心。

### 航空
丰特奈勒孔特飞行场位于市区南部，供商务及紧急救援使用。
距离丰特奈勒孔特最近的民用航空站为拉罗谢尔雷岛机场，距离丰特奈勒孔特市中心的公路里程约56公里。

### 城市公共交通
丰特奈勒孔特城市公共交通（商业名称为）是当地的城市公共交通系统，由丰特奈勒孔特市政府负责管理。截至2021年2月，该系统共包括2条公交线路，路网覆盖了丰特奈勒孔特市区内的主要街道和居民区。

## 政治

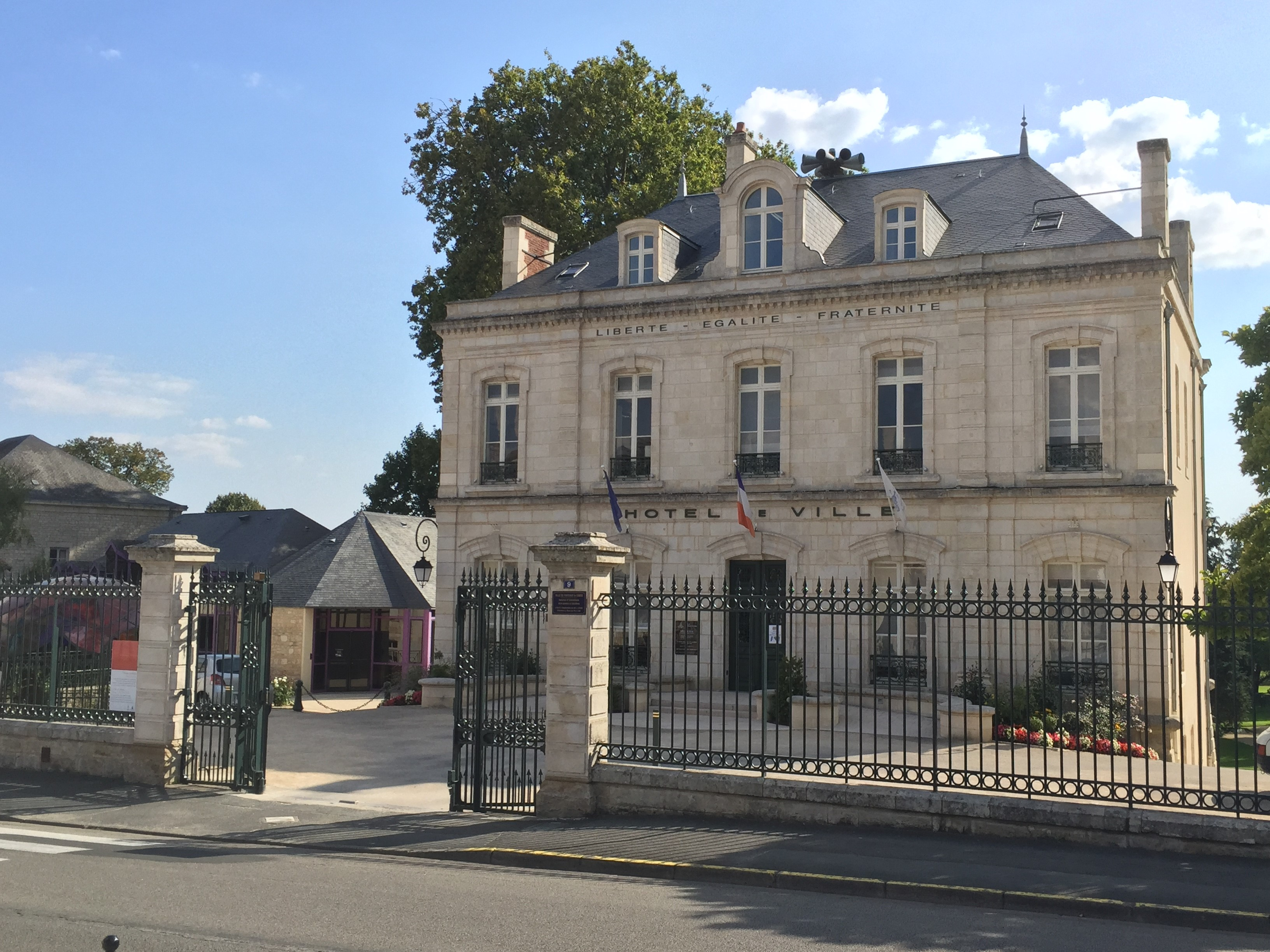
丰特奈勒孔特市政厅

丰特奈勒孔特的现任市长为吕多维克·奥克邦先生（Ludovic Hocbon），他是一名右翼无党派人士，在2020年的市政选举中获得了44.13%的支持率。
在2017年的法国总统大选中，法国第25任总统埃马纽埃尔·马克龙在丰特奈勒孔特获得了73.47%的支持率。
| 丰特奈勒孔特历届市长 |                  |                                            |
| 任期                 | 市长             | 党派                                       |
| 1945年－1965年       | 马索·布勒托      | DVD右翼无党派人士                          |
| 1965年－1981年       | 安德烈·福朗      | RPR保衛共和聯盟                            |
| 1981年－1989年       | 弗朗西斯·布洛克  | RPR保衛共和聯盟                            |
| 1989年－1995年       | 安德烈·福朗      | RPR保衛共和聯盟                            |
| 1995年－2008年       | 让-克洛德·勒莫   | PS社会党 →DVG左翼无党派人士 →PRG左派激進黨 |
| 2008年－2014年       | 于格·富拉热      | PS社会党                                   |
| 2014年－2020年       | 让-米歇尔·拉莱尔 | UMP人民运动联盟 →LR共和黨                  |
| 2020年－             | 吕多维克·奥克邦  | DVD右翼无党派人士                          |

## 人口
2017年，丰特奈勒孔特市镇人口数量为13,226，在法国排名第738位。其中男性6,269人，女性6,957人，75岁及以上人口占13.3%，外籍人口数量为3,041人，人口密度为388人/平方公里，当地居民被称为（男性）或（女性）。2018年，丰特奈勒孔特境内出生82人，死亡人口189人。
| 年份   | 1936  | 1946  | 1954  | 1962   | 1968   | 1975   | 1982   | 1990   | 1999   | 2006   | 2011   | 2016   | 2018   |
| ------ | ----- | ----- | ----- | ------ | ------ | ------ | ------ | ------ | ------ | ------ | ------ | ------ | ------ |
| 人口數 | 8,564 | 9,838 | 9,519 | 10,109 | 12,199 | 15,275 | 15,295 | 14,456 | 13,792 | 14,354 | 14,204 | 13,424 | 13,302 |

## 经济
丰特奈勒孔特是一个区域性的中心城市，当地共有各类用人单位1,846家，平均历史为18年，其中98.5%为中小型企业（PME）。（公路物流）、（造船）及（工业管理）是当地2019年营业额最高的三个企业，分别为13,944,215欧元、12,181,163欧元和9,779,968欧元。

## 财政收入
2019年，丰特奈勒孔特的财政收入总额为17,804,500欧元，财政支出总额为16,100,000欧元，当年的债务总额为14,039,000欧元。
2015年，丰特奈勒孔特的人均月收入总额为2,105欧元，其中高级职员为4,164欧元，中级职员为2,383欧元，普通职员为1,767欧元。
2017年，丰特奈勒孔特境内的青壮年（15至64岁）失业率为16.3%，当地42.8%的家庭拥有纳税资格。

## 社会事务

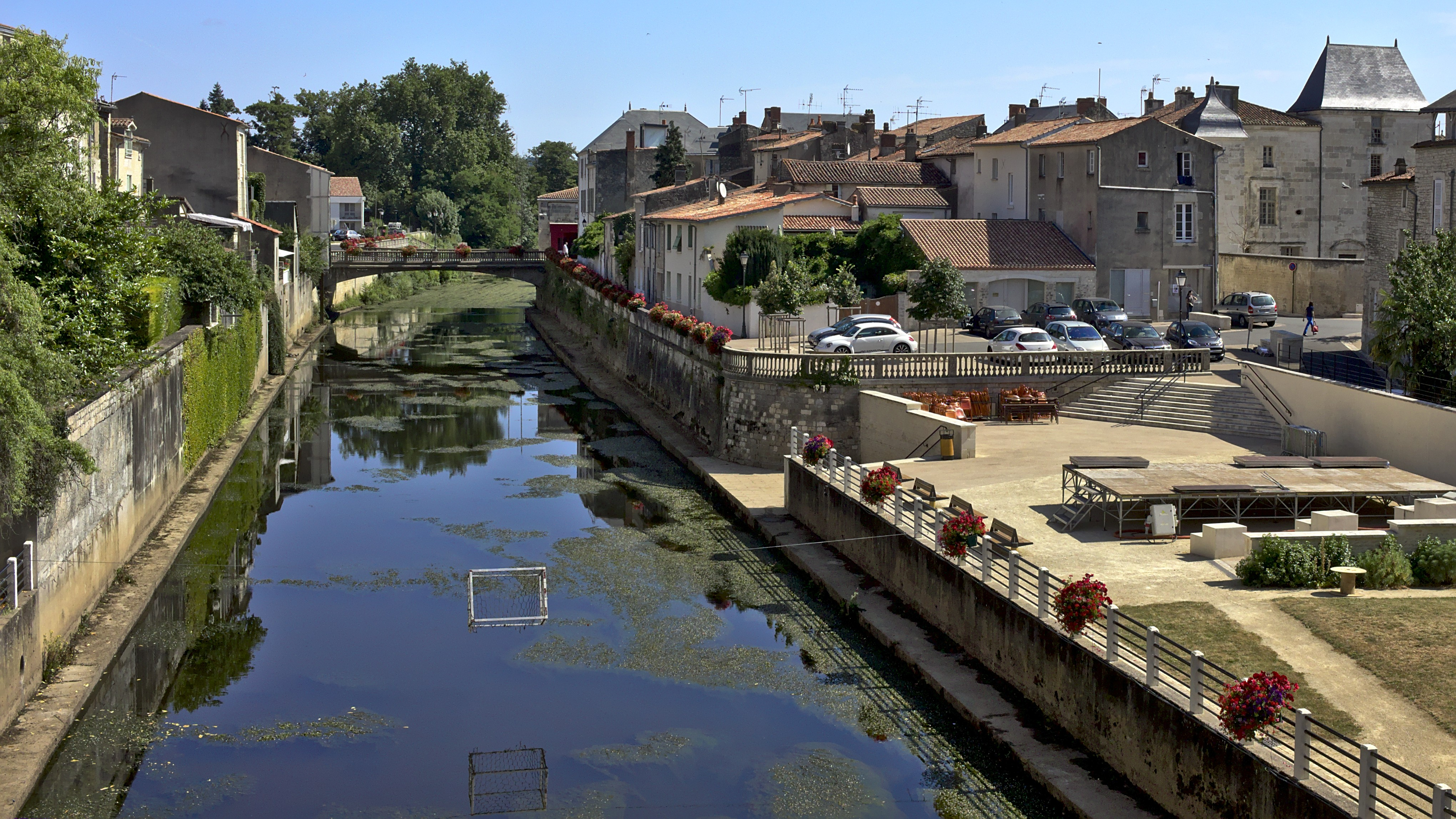
丰特奈勒孔特市中心的萨丁桥

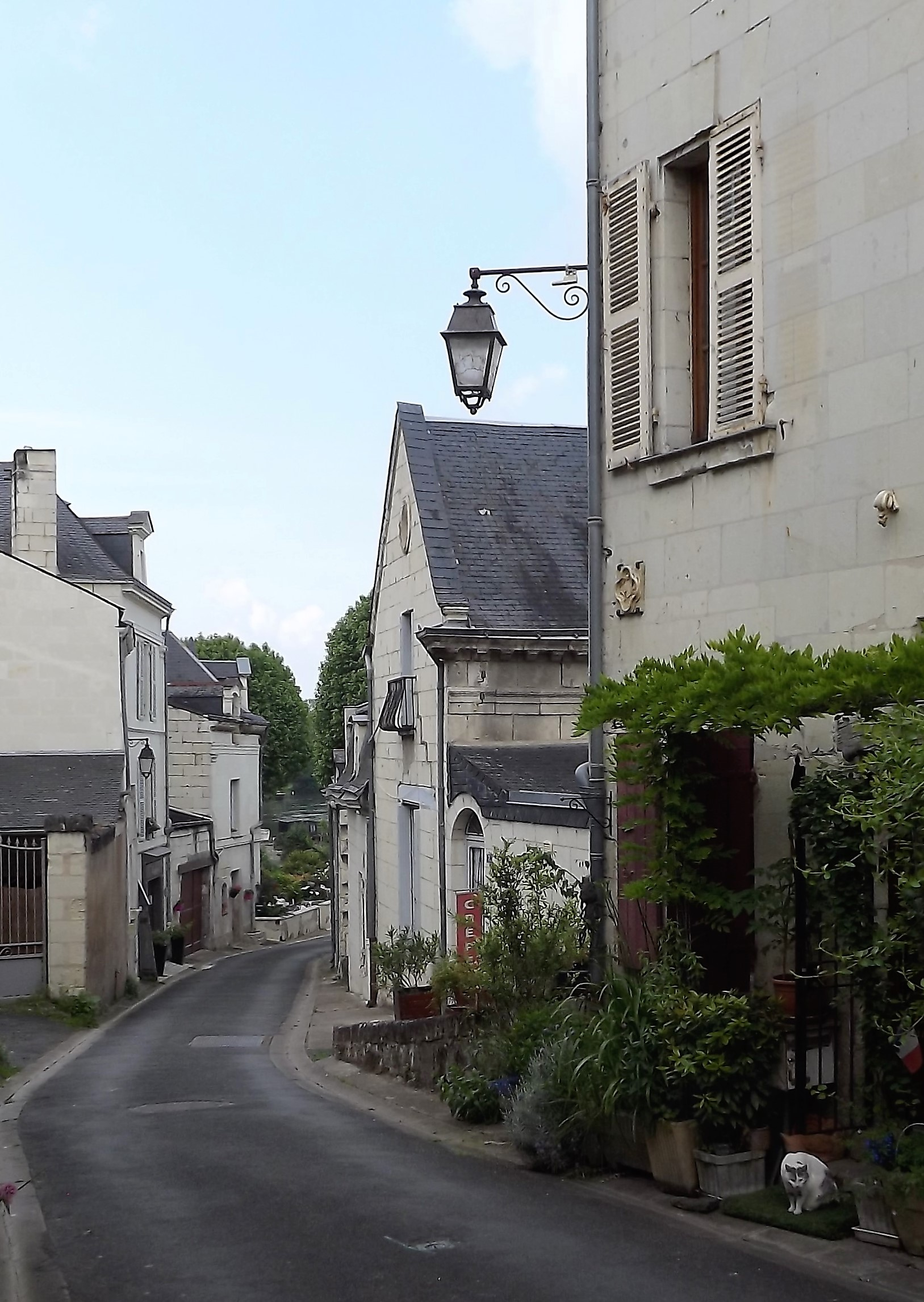
丰特奈勒孔特街区

### 教育
丰特奈勒孔特属于南特学区。截止2019年1月1日，丰特奈勒孔特境内共有3所幼儿园、6所小学、3所初级中学、2所普通高中和1所农业高中。2018至2019学年度，丰特奈勒孔特境内共有在校中等教育阶段学生3,374名。

### 医疗
截止2019年1月1日，丰特奈勒孔特境内共有全科医生12名、保健师15名、牙医13名、护士15名、耳科医生2名、眼科医生4名、皮肤科医生3名、助产士2名和妇科医生3名。境内共有药房8家、养老院4家、残疾人帮扶中心6家。
丰特奈勒孔特中心医院（Centre Hospitalier de Fontenay-le-Comte）是法国的一个区域性医疗机构，其主病区位于丰特奈勒孔特市区，设有床位167个，是当地规模最大的公立综合性医院。

### 住房
2017年，丰特奈勒孔特境内共有各类住房7,756套，其中66.8%为独立式居民区，32.2%为集中式居民区。常住房屋占丰特奈勒孔特市镇范围内居民建筑总量的81.8%。

### 商业
2019年，丰特奈勒孔特境内共有各类实体商铺382家，其中餐厅41家、大型超市9家、杂货店2家、面包房12家、肉铺4家、书店4家、装饰品店5家、银行门店11家、美容美发店23家、汽车维修店28家。市区西部建有大型开放式商业街区，Intersport在此开有一家商场。

### 体育
2019年，丰特奈勒孔特境内共有2家游泳池、6间体育馆、2座综合体育场、8处网球场、1处马术场、3处足球或橄榄球场以及4处篮球或排球场。
截止2021年2月，丰特奈勒孔特共有两家注册足球俱乐部，2020至2021赛季均参加旺代省足球联赛：
- 丰特奈勒孔特海外省体育联盟（A.S. DOM/TOM Fontenay-le-Comte）
- 旺代丰特奈足球俱乐部（法语：Vendée Fontenay Foot）

### 环境
丰特奈勒孔特的环境事务由其所属的公共社区负责。2019年，丰特奈勒孔特境内共有5家污染企业。

### 治安
2019年，丰特奈勒孔特市镇范围内共有1处派出所和1处宪兵队。
2014年，丰特奈勒孔特及附近地区共发生各类案件3,738起，其中盗窃类案件2,401起，经济类案件404起，毒品交易类案件160起。

## 文化
2019年，丰特奈勒孔特境内共有1家剧场、1家电影院和1家博物馆。丰特奈勒孔特市政府提供多媒体中心，向公众全年开放。

### 建筑
丰特奈勒孔特是法国艺术与历史之城，当地历史上长期为区域行政中心，且在两次世界大战期间受影响均较小，当地的历史建筑大部分保持较为完好。丰特奈勒孔特境内有多处法国国家文物保护单位，其中丰特奈勒孔特圣母教堂、比约楼等为当地的代表性建筑物。

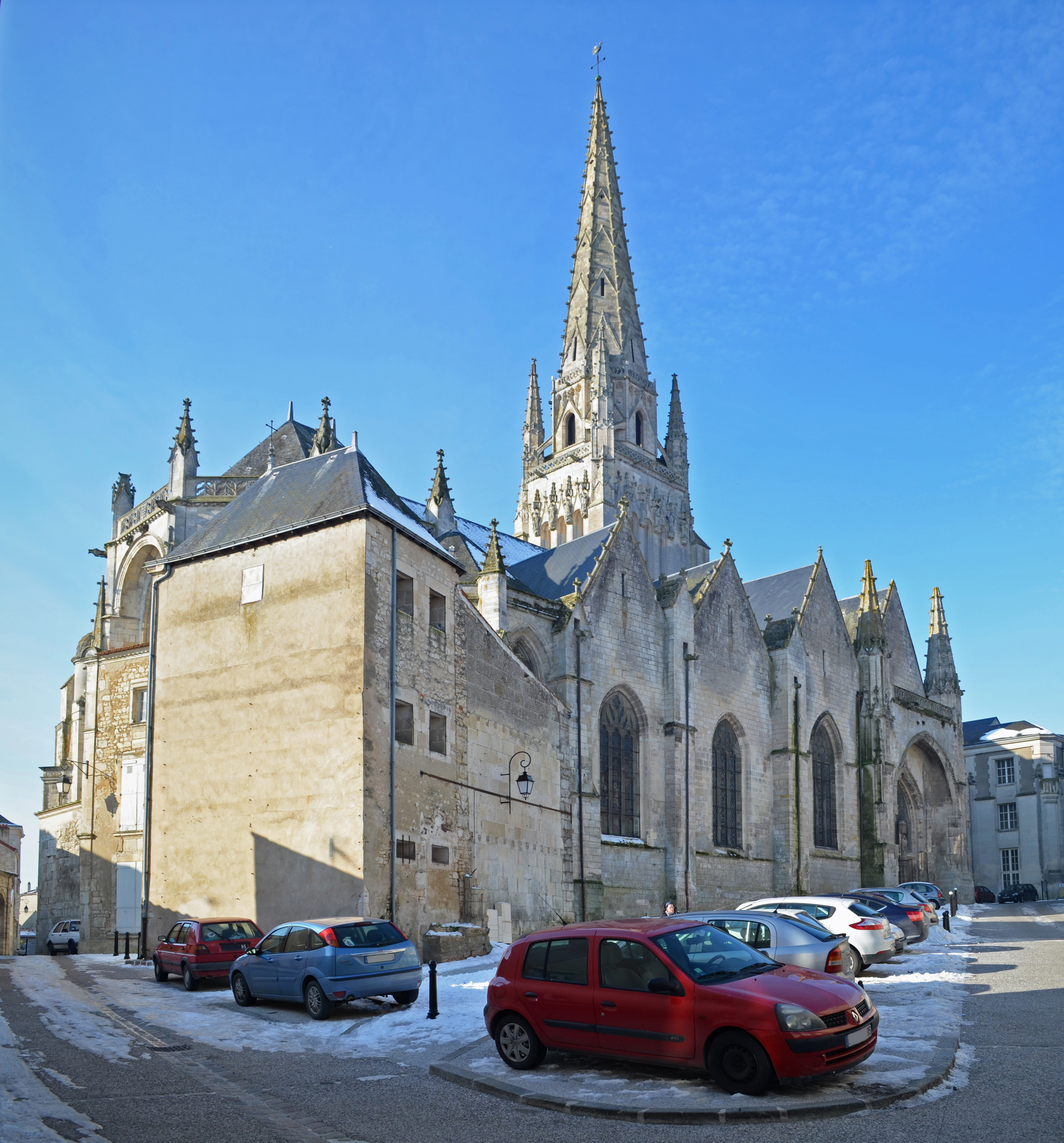
圣母教堂（法语：Église Notre-Dame de Fontenay-le-Comte）
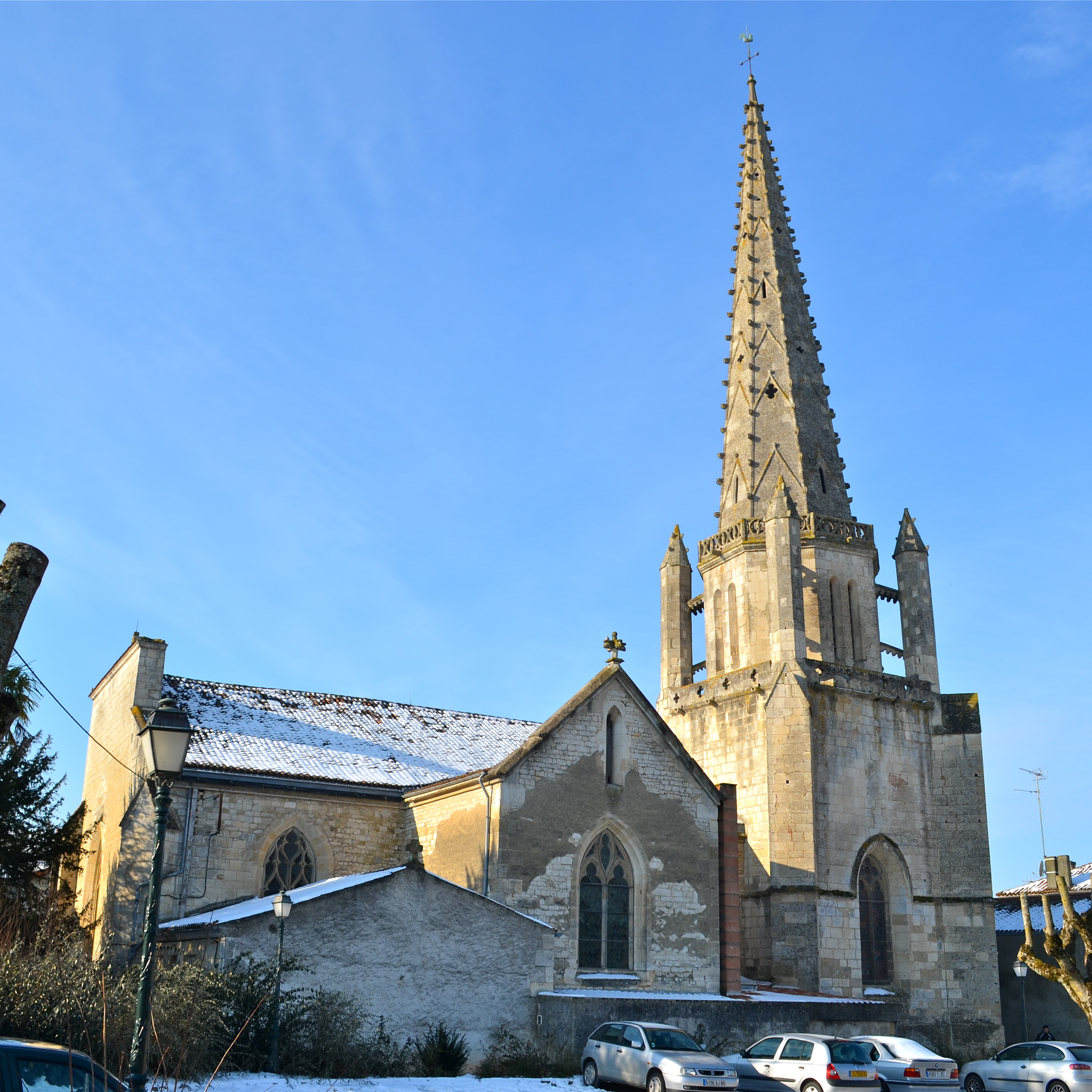
圣让教堂（法语：Église Saint-Jean de Fontenay-le-Comte）
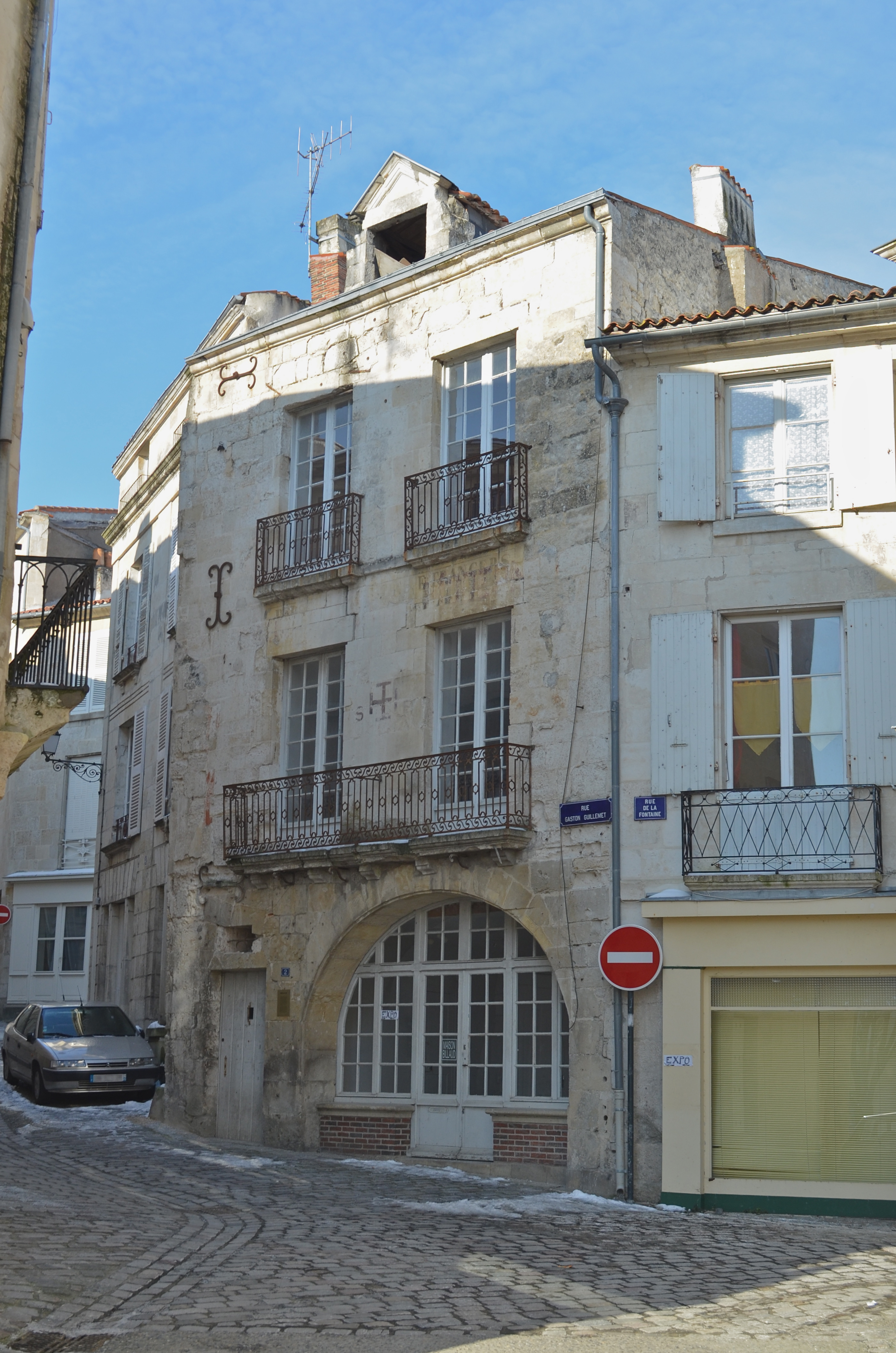
比约楼（法语：Maison Billaud）
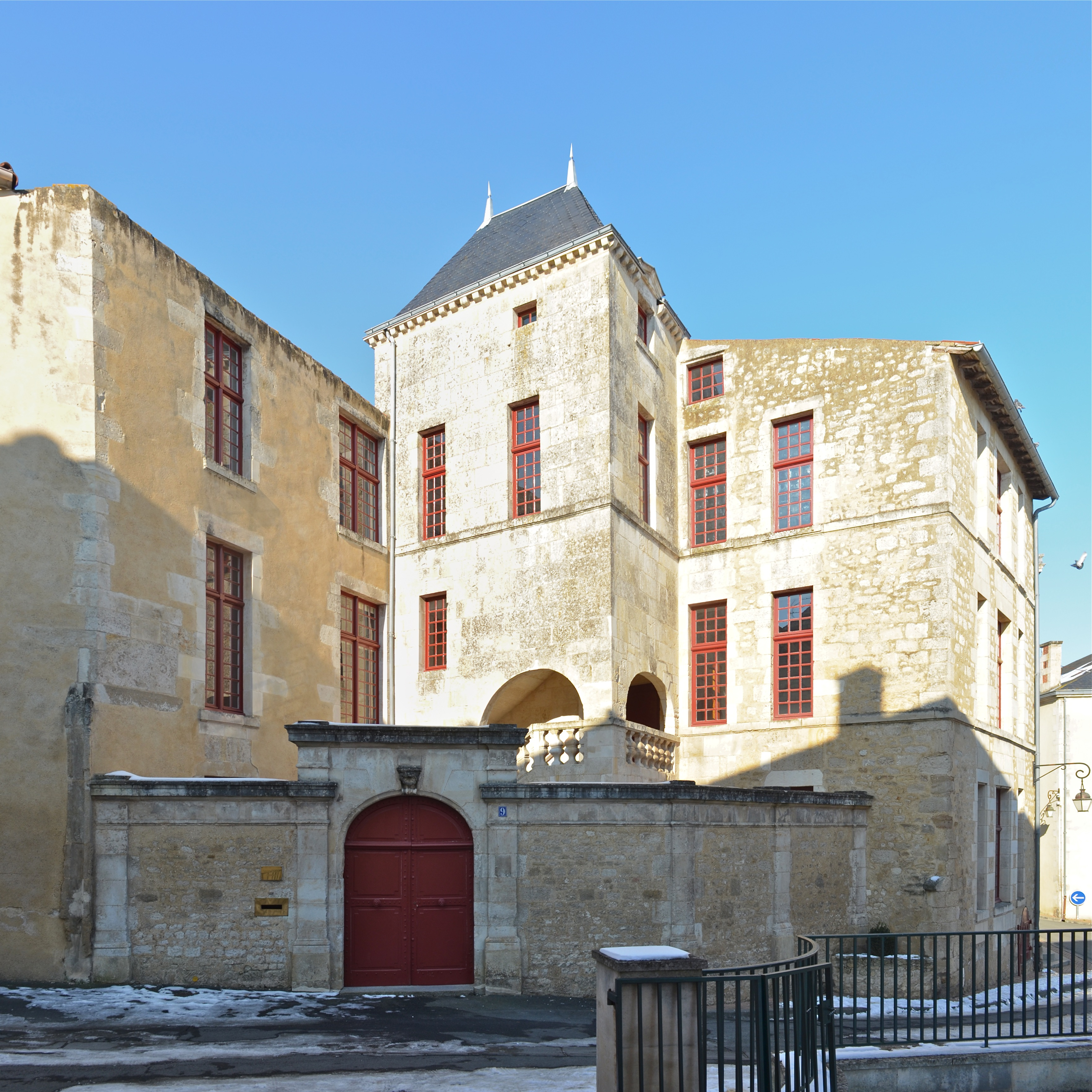
马耶宰主教大楼（法语：Hôtel des évêques de Maillezais）
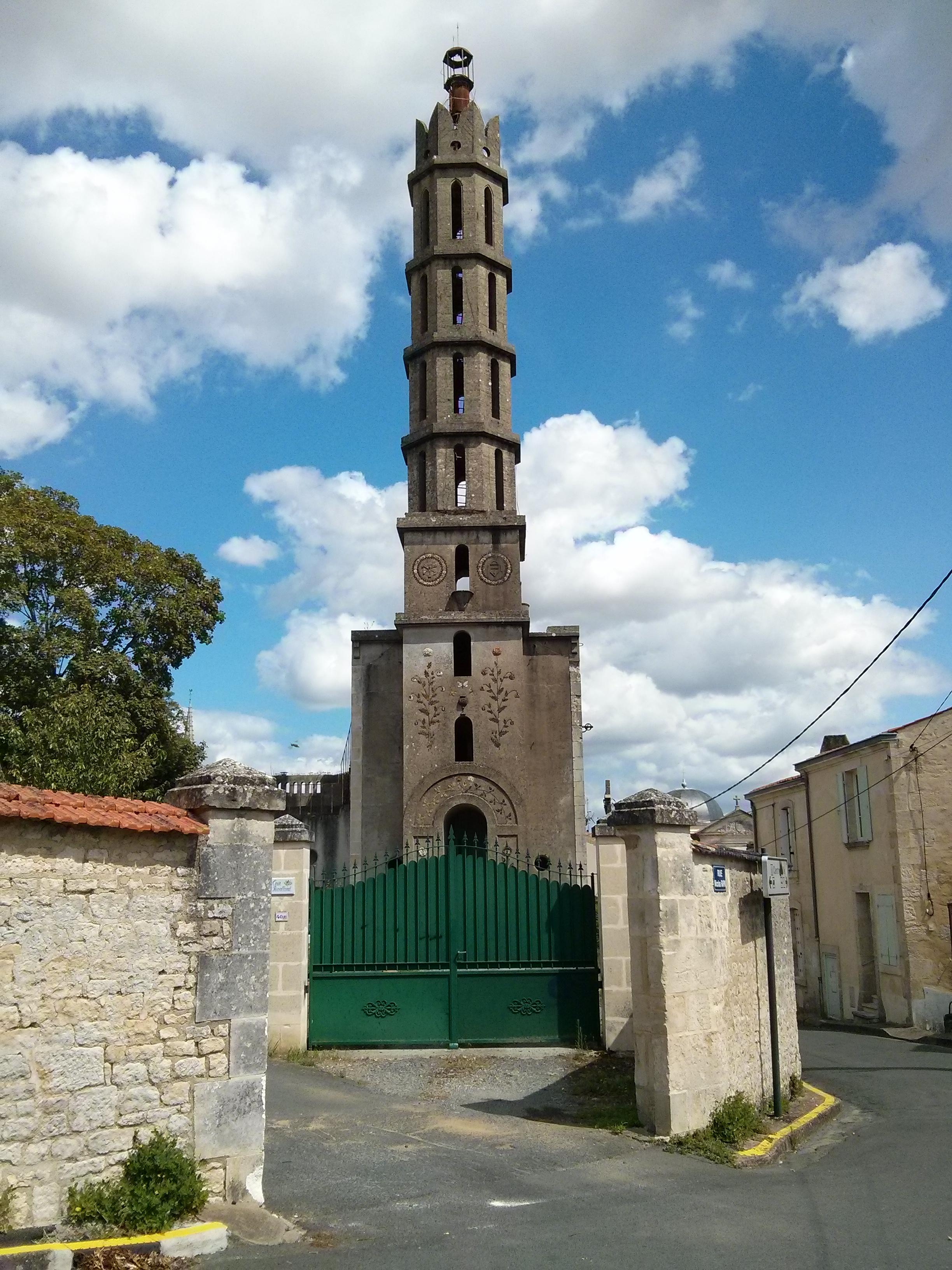
里瓦朗塔（法语：Tour Rivalland）
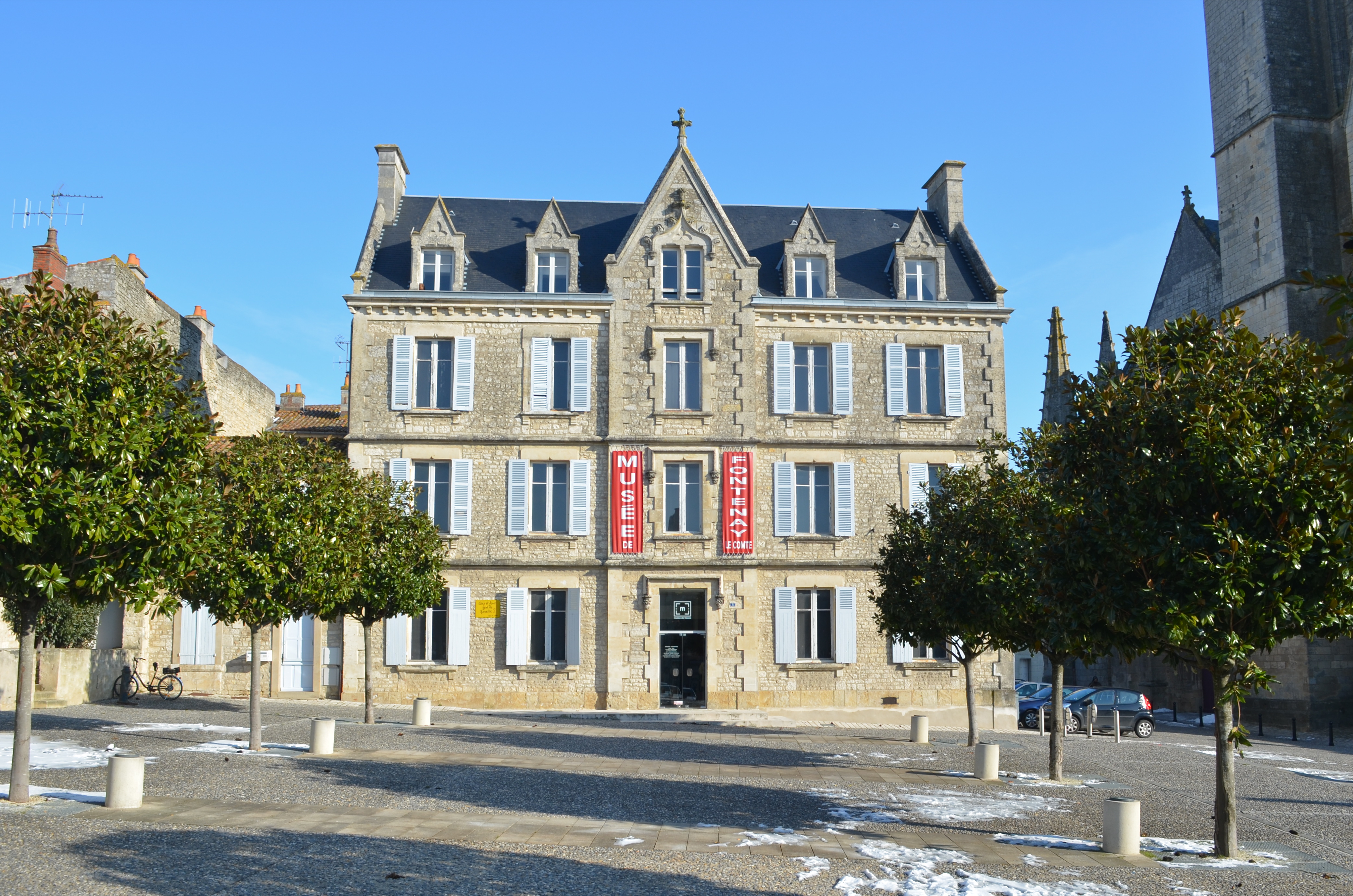
旺代博物馆

### 旅游
丰特奈勒孔特的旅游事务由其所属的公共社区负责。2020年，丰特奈勒孔特境内共有5家宾馆共计149间房间。

### 媒体
法国主要的媒体均可在丰特奈勒孔特接收，法国电视三台下属的卢瓦尔河地区大区频道在部分时段播出丰特奈勒孔特所属区域的地方新闻。

## 相关人物
法国数学家弗朗索瓦·韦达、巴黎公社成员朱尔·阿利克斯、法国政治家米歇尔·克雷波和足球教练弗雷德里克·勒屈洛出生于丰特奈勒孔特。

## 友好城市
截至2021年2月，丰特奈勒孔特共与五座城市互为友好城市关系：
- 波蘭 克羅托申
- 美国 帕拉丁
- 羅馬尼亞 迪奧西格鄉
- 西班牙 克雷维连特
- 布吉納法索 加瓦